# پیترو توردی
پیترو توردی (ایتالیایی: Pietro Tordi؛ ‏ ۱۲ ژوئیهٔ ۱۹۰۶ – ۱۹۹۰) بازیگر اهل کشور ایتالیا بود. وی بین سال‌های ۱۹۴۲ تا ۱۹۸۸ در بیش از ۱۰۰ فیلم بازی کرد. 
از فیلم‌هایی که این هنرمند در آن نقش داشته است، می‌توان به لِـتومانیا، دکامروتیکوس، سیه‌پر نر، دیوارهای مالاپاگا، چی؟، کجا می‌روی، طلاق به سبک ایتالیایی، عاشق مجنون‌وار، ناپلئون، گلادیاتور رم، دکتر آنتونیو، مسالینا، عشاق لاتین، راهزن دمشق، پسر عقاب سیاه، عشق و انرژی و هرکول، سامسون و اولیس اشاره کرد.